# Valkyria Chronicles 4
(Forseti)
Valkyria Chronicles 4 (戦場のヴァルキュリア4?, Senjō no Valkyria 4) è un videogioco di ruolo strategico a turni edito da SEGA, quinto capitolo della saga iniziata con Valkyria Chronicles, uscito in Giappone il 21 marzo 2018 su PlayStation 4, Xbox One, Nintendo Switch e Microsoft Windows.

## Trama
Valkyria Chronicles 4 è ambientato cronologicamente nello stesso periodo in cui si svolgono gli eventi di Valkyria Chronicles e Valkyria Chronicles 3, spostando però l'attenzione dal conflitto tra Gallia e l'Impero a quello tra l'Impero e la Federazione Atlantica.
Protagonista del gioco è l'Unità E del 1º Battaglione Ranger Corazzati, un reparto scelto dell'esercito federale, composto principalmente da cittadini del Regno Unito di Edimburgo; l'Unità E, tuttavia, comprende anche volontari di altra nazionalità, fra cui i tre ufficiali comandanti: il tenente Claude Wallace, la sergente Kai Schulen e il sergente Raz, tutti e tre galliani nati nella città di Hafen. All'inizio della Seconda Guerra Europea, l'Alleanza Imperiale Esteuropea riesce a invadere rapidamente buona parte del territorio federale, ma lo Stato Maggiore della Federazione ribalta la situazione attuando l'Operazione Croce del Nord: una poderosa guerra lampo che sfonda la linea del fronte e penetra entro l'Impero, allo scopo di conquistarne la capitale: la remota città di Schwartzgrad.
Nelle prime fasi dell'operazione l'Unità E viene schierata in prima linea e rafforzata con un reparto di artiglieria leggera, guidato dalla dottoressa Riley Miller: un'ingegnera militare galliana formatasi negli Stati Uniti di Vinlandia. Si scopre così che Claude, Riley, Raz e Kai erano amici d'infanzia e si sono arruolati dopo che un commando di spie imperiali ha assassinato il dottor Albert Miller, celebre scienziato e padre di Riley, per rubare le sue ricerche; in quell'occasione Claude ebbe troppa paura per soccorrere i Miller, perciò Riley diffida di lui e della sua leadership. Si apprende inoltre che Kai si chiama in realtà Leena e sta fingendo di essere suo fratello, il vero Kai Schulen: egli ha abbandonato di nascosto l'Unità E durante l'addestramento da ranger, per portare avanti una missione segreta.
Dopo alcune settimane l'esercito federale raggiunge la Linea Sigval, una formidabile rete di bunker e trincee che protegge le regioni centrali dell'Impero; a presediarla c'è un reparto scelto di carristi, la Divisione Ausbruch del tenente colonnello Klaus Waltz. In un vero e proprio duello fra corazzati l'Unità E ha ragione della Ausbruch e riesce a sfondare la linea, permettendo al resto dell'esercito federale di sciamare nel cuore dell'Impero. Pochi giorni dopo, però, cade anzitempo la prima neve e l'Operazione Croce del Nord deve arrestarsi, in attesa che le salmerie portino al fronte l'equipaggiamento invernale. Waltz approfitta della situazione per attaccare a sorpresa gli accampamenti federali, costringendo il nemico a una ritirata rovinosa: gli invasori si sparpagliano per tutto il territorio che hanno occupato, braccati e assediati dall'esercito imperiale. Il corpo dei ranger, tuttavia, sfugge alla rotta e ciascuna unità si mette individualmente in marcia verso la costa settentrionale dell'Impero, in attesa di rinforzi inviati via mare. L'Unità E, in particolare, sabota durante la marcia una linea di rifornimento imperiale, ma ciò la fa arrivare tardi al punto di ritrovo, con tragiche conseguenze: poco prima del loro arrivo la Ausburch tende un'imboscata agli altri ranger e ne stermina la metà. I superstiti, tuttavia, vengono soccorsi in extremis dai rinforzi tanto attesi: una flotta di tre incrociatori spaccaneve che mette in fuga gli imperiali. Il capitano Ronald Morgen, comandante della spedizione, promuove Claude a capitano e leader dei ranger superstiti e gli spiega lo scopo dei tre vascelli (chiamati Centurion, Comet e Cavalier): essi compongono la Flotta Cygnus e devono subentrare all'Operazione Croce del Nord, invadendo Schwartzgrad dal mare. 
Nel frattempo Klaus Waltz e i suoi soldati vengono riassegnati all'Unità X-0, un reparto scelto dell'esercito imperiale che si occupa di ricerca e sviluppo e di black ops, guidato dallo spietato dottor Heinrich Belgar. Questi è il mandante della morte di Albert Miller e si è reso conto che le tre spaccaneve sono alimentate da reattori a compressione ragnitica, la tecnologia ideata da Albert e rifinita da Riley, pertanto vuole che la flotta sia catturata integra per poterla studiare. Waltz riprende così a braccare l'Unità E, aiutato dai leader della X-0: la valkyria Crymaria Levin (una maga guerriera dotata di poteri criocinetici) e lo stratega Forseti, il quale non è altri che il vero Kai Schulen – egli ha disertato dall'esercito federale e sua sorella Leena, ignara del tradimento, gli sta comunicando gli spostamenti della Flotta Cygnus. Grazie a tale soffiata la X-0 attacca a sorpresa le tre spaccaneve, ma Crymaria perde il controllo dei suoi poteri e affonda la Comet, mentre i due vascelli superstiti riescono a darsi alla fuga. La Centurion, però, ha il reattore principale fuori uso, dunque è costretta a viaggiare a velocità ridotta.
Nei giorni successivi alla battaglia l'Unità E trova a bordo della Centurion una ragazzina amnesiaca di nome Angelica Farnaby, che non risulta fra i passeggeri e diviene la beniamina dell'equipaggio; in particolare occuparsi assieme di Angelica pone fine a ogni acrimonia fra Riley e Claude, che si confessano l'amore reciproco. Allo stesso modo sboccia una relazione fra Waltz e Crymaria, ancora sulle tracce della Flotta Cygnus, mentre Raz aiuta Leena a superare il senso di colpa per aver collaborato con Forseti; quando questi le conferma di aver disertato, Leena lo disconosce come fratello. Dopo un certo tempo la X-0 attacca con successo la Cavalier, il cui equipaggio decide di autodistruggerla detonando il reattore a compressione ragnitica (la cosiddetta "bomba A2"); Angelica a quel punto entra nel reattore della Centurion e inizia ad alimentarlo con dei poteri da Valkyria, permettendo alla nave di uscire dal raggio dell'esplosione. Claude e i suoi uomini mettondo quindi alle strette il capitano Morgen, che rivela la verità sulla flotta Cygnus: tutte e i tre i vascelli erano alimentati da Valkyrie create in un programma di ricerca segreto, analogo a quello portato avanti dall'Impero – ma mentre le Valkyrie imperiali sono donne adulte addestrate come militari, quelle federali sono minorenni strappate alle famiglie e ridotte in schiavitù; Kai Schulen/Forseti aveva scoperto il progetto segreto durante l'addestramento e proprio per questo ha cambiato bandiera, in modo da danneggiare la Federazione (che considera marcia e corrotta) e salvare le giovani Valkyrie. In più lo scopo ultimo della Flotta Cygnus non è occupare Schwartzgrad, ma distruggerla con la bomba A2. Claude è disgustato da tali rivelazioni, ma la necessità di concludere la guerra lo obbliga a portare avanti la missione.
Preoccupato dalla detonazione della Cavalier, lo Stato Maggiore imperiale incarica Klaus e Crymaria di attaccare e distruggere la Centurion operando come divisione Ausburch (in autonomia dalla X-0), ma l'Unità E annienta una volta per tutte il reparto rivale: è solo per miracolo che il tenente colonnello e la Valkyria sopravvivono allo scontro. Forseti a quel punto tende una trappola alla Centuron per immobilizzarla, ma Raz si sacrifica in una missione suicida per liberare la nave. Seppur devastati per il sacrificio dell'amico, Claude Leena e Riley guidano l'assalto finale a Schwartzgrad, in cui l'Unità E spazza via la guarnigione della capitale; Forseti fa un ultimo tentativo di abbordare la nave per catturare Angelica, ma viene freddato da Leena stessa. 
Dopo aver evacuato il vascello, Claude e Riley si accingono a detonare assieme la bomba A2, in qualità di comandante della spedizione e di inventrice dell'ordigno; pochi secondi prima che la inneschino, però, arriva un messaggio via radio dal comando federale: l'Impero ha accettato un armistizio. Il dottor Belgar, tuttavia, non è disposto a rinunciare alla Centurion, pertanto di sua iniziativa la prende a traino con un sottomarino e cerca di portarla in mare aperto; con il consenso dell'Impero l'Unità E insegue lo scienziato (a questo punto un insubordinato) e lo uccide in battagli assieme ai resti della X-0. Claude e Riley salgono a bordo della Centurion poco prima che essa affondi, devastata dagli innumerevoli danni, e riescono a salvare Angelica.
A seguito dell'armistizio, i confini fra la Federazione e l'Impero tornano allo status quo ante bellum e i soldati dell'Unità E, terminata la ferma, vanno ciascuno per la propria strada. Klaus e Crymaria ufficializzano la loro relazione e vengono onorati come eroi di guerra, mentre Claude e Riley tornano in Gallia per sposarsi e riaprire la fabbrica dei Miller; a loro si unisce anche Leena, che ha adottato Angelica.

## Modalità di gioco
A differenza del suo predecessore Valkyria Revolution, Valkyria Chronicles 4 riprende il sistema di gioco BLiTZ (Battle of Live Tactical Zones) utilizzato nei primi tre titoli del franchise: un sistema ibrido di strategia a turni e in tempo reale, con elementi di sparatutto in terza persona e di videogioco di ruolo. sti non rientri nel suo campo visivo, questo grazie al supporto degli altri compagni di squadra che potranno segnalarlo per lui.
Il 27 dicembre, a seguito del rilascio di alcuni video su youtube, sono state rivelate nuove informazioni inerenti al miglioramento del gameplay; viene quindi rivelata la presenza nella storia, oltre che del classico carro armato (il cui utilizzo non richiede più due AP, ma solo uno, in modo da incentivarne l'utilizzo), di una nave rompighiaccio che affiancherà la squadra protagonista della storia, il Centurion, a bordo della quale si svolgerà la seconda parte della trama, a sua volta potenziabile ed equipaggiabile. Oltre a fungere da quartier generale, tale nave sarà quindi in grado di fornire, nel corso delle battaglie, alcuni supporti logistici, come un rilevamento radar utile per rintracciare i nemici occultati, assicurare fuoco di soppressione grazie all'ausilio dei propri cannoni e anche garantire l'invio di squadre di riparatori e medici per riparare i mezzi o curare ed evacuare i feriti.
Un'altra caratteristica importante aggiunta al gameplay è il Brave System, che permette ad una unità sconfitta dal nemico di compiere un'ultima azione prima di essere del tutto incapacitata, come ispirare un alleato vicino aumentandone i parametri o rivolgere un ultimo attacco contro il suo assalitore.
Infine, tutte le classi di personaggi, con l'unica eccezione dei lanceri, diventano in grado di produrre fuoco di sbarramento e rispondere al fuoco qualora attaccate, a differenza di quanto accadeva nei titoli precedenti, dove tale caratteristica era propria solo di alcune di esse.

## Produzione
La creazione del gioco è stata affidata a Kei Mikami, che preso atto del sostanziale fallimento, sia nelle vendite che nella critica, riscontrato dal precedente Valkyria Revolution ha dato avvio al progetto alla fine del 2015, con lo scopo di dare nuovo slancio al franchise di Valkyria Chronicles riportando sia le ambientazioni che le meccaniche di gioco all'origine della saga.
Hitoshi Sakimoto, compositore storico della saga, ha curato ancora una volta le musiche, mentre la canzone principale, intitolata "Light up my Life", ha la voce dalla popolare cantante giapponese Mai Kuraki.
Al fine di rendere Valkyria Chronicles 4 un prodotto altamente appetibile anche sui mercati occidentali, Mikami ha provveduto ad un completo restyling del brand, eliminando le atmosfere scolastiche del secondo titolo e l'eccessiva spettacolarità del terzo in favore di un maggior realismo, in particolare tramite il ricorso a materiale audiovisivo risalente alla Seconda Guerra Mondiale come fonte di ispirazione tanto per i personaggi quanto per le ambientazioni.
Proprio alla produzione e pubblicazione di Valkyria Chronicles 4 si può attribuire la riedizione dell'originale Valkyria Chronicles per le console di ultima generazione, al fine di far riscoprire le meccaniche di gioco originali agli appassionati di lunga data e allo stesso tempo accrescere l'interesse dei nuovi giocatori per un brand ormai giunto alla soglia del decimo anno di vita.

## Distribuzione
Il gioco è stato distribuito in Giappone il 21 marzo del 2018, mentre l'uscita nel resto del mondo è avvenuta il 25 settembre dello stesso anno.